# جيفري لي
جيفري لي (1950 - ) (بالإنجليزية: Jeffrey Leigh)‏ هو لاعب كريكت نيوزلندي.

## وصلات خارجية
- جيفري لي على موقع إي آس بي آن كريك إنفو (الإنجليزية)